# Questão do Sacristão

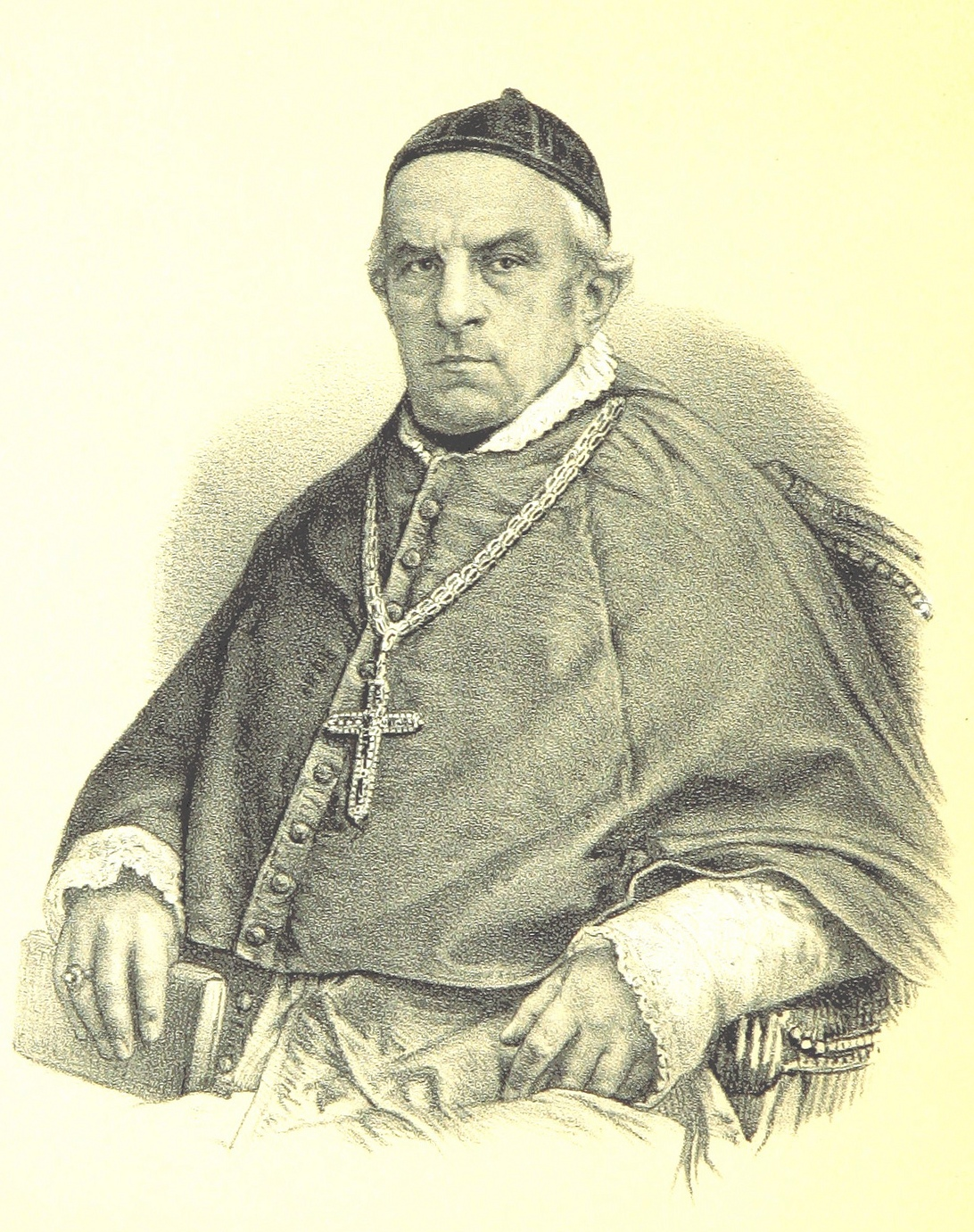
Rafael Valentin Valdivieso, Arcebispo de Santiago (1848-1878).

A Questão Sacristã foi um acontecimento histórico ocorrido no Chile em 1856, consistindo numa ação disciplinar interna da Igreja Católica. Como resultado de diversos acontecimentos subsequentes, acabou por causar uma grande divisão dentro da coalizão do governo do presidente Manuel Montt e em todo o sistema político, instalando uma dinâmica partidária com um eixo divisor: a posição contra a posição da Igreja no Estado. A falência culminou na fragmentação definitiva dos pelucones em dois campos: Conservadores Ultramontanos (próximos à Igreja Católica) e Montt-Varistas ou Conservadores Nacionais (progressistas). Essa separação enfraqueceu o partido conservador de tal forma que acabaria com a até então hegemonia deste partido na política chilena.

## Os eventos
O conflito começou no mês de janeiro de 1856, quando o decano ou sacristão maior da Catedral Metropolitana de Santiago, presbítero Francisco Martínez Garfias, expulsou um sacristão chamado Pedro Santelices, acusando-o de ter rompido com uma clarabóia de pedra da sacristia, além de beber o vinho consagrado com seus amigos. Santelices buscou apoio na justiça eclesiástica para reverter essa situação. O tribunal decidiu a seu favor, razão pela qual o decano recorreu a um tribunal superior em La Serena, que alterou a sentença recorrida. Isso motivou os padres que compunham o tribunal eclesiástico a submeter o conflito ao conhecimento dos tribunais civis de justiça, que tinham perfeita competência nestas matérias porque não havia separação entre o Estado e a Igreja. A Suprema Corte do Chile, no uso das suas atribuições, determinou que o sacristão regressasse ao cargo.
A decisão do último Tribunal não foi reconhecida pelo então Arcebispo de Santiago, Rafael Valentín Valdivieso, para quem isso significou aceitar a jurisdição civil em matéria eclesiástica e, portanto, desistiu de reintegrar o sacristão no cargo, rebelando-se contra a decisão. Desta forma, ele se expôs publicamente a ser preso e até exilado. O caso contribuiu para colocar numa situação desconfortável o Presidente Manuel Montt, que foi contestado pelo clero e pelos setores mais conservadores da sociedade devido à sua visão de Estado e de sociedade. 
O presidente Manuel Montt enfrentou um dilema. Por um lado, ele não poderia se opor à execução da sentença dos tribunais da República e, ao mesmo tempo, por entender que a situação favoreceria seus adversários que buscavam qualquer desculpa para se rebelar contra seu governo, pediu , por meio de seu ministro Antonio Varas, aos membros eclesiásticos do tribunal e ao sacristão que retirassem a denúncia contra Francisco Martínez Garfias. O sacristão e os clérigos o fizeram, e assim o problema foi sanado sem que Valdivieso fosse preso.
Por conta disso, muitos conservadores que apoiaram o governo de Manuel Montt se distanciaram dele devido à sua tendência patronatista. Graças a esse afastamento, esses conservadores encontraram apoio nos liberais, que haviam sido sistematicamente excluídos dos governos durante a época chamada de República Conservadora. Desse encontro nasceu a Fusão Liberal-Conservadora, coalizão que sairia vencedora na eleição presidencial de 1861 com José Joaquín Pérez como candidato.